# Joazaf I (patriarcha Moskwy)
Joazaf I (zm. 18 listopada?/28 listopada 1640 w Moskwie) – czwarty (de facto piąty) patriarcha moskiewski i całej Rusi, sprawujący urząd w latach 1634–1640.
Pochodził z rodziny szlacheckiej. Między 1597 a 1603 złożył wieczyste śluby mnisze w monasterze Przemienienia Pańskiego na Wyspach Sołowieckich. W 1603 wyjechał z Sołowek razem z ihumenem Izydorem, mianowanym metropolitą nowogrodzkim i przez osiemnaście lat służył w eparchii nowogrodzkiej. W latach 1621–1627 był przełożonym Monasteru Pskowsko-Pieczerskiego, zaś od 1627 do 1634 – arcybiskupem pskowskim i wielkołuckim.
Do objęcia godności patriarchy rekomendował go przed śmiercią patriarcha Filaret, ojciec cara Michała Romanowa, który nie życzył sobie, by jego następca podobnie jak on sam ingerował w rządy syna. Zasugerował zatem wybór Joazafa, wiedząc, że jest on wzorowym mnichem i ascetą, lecz nie wykazuje żadnych zainteresowań politycznych. Formalnie wybór Joazafa w 1634 odbył się z zachowaniem tradycyjnych procedur – sobór biskupów wskazał trzech kandydatów do objęcia najwyższego urzędu w Kościele, zaś car wytypował z nich właśnie arcybiskupa pskowskiego.
Joazaf nie ingerował w bieżące sprawy polityki państwowej i odmawiał nawet udzielania carowi rad w tym zakresie, gdy ten tradycyjnie o nie prosił, przez co pozycja patriarchatu w państwie obniżyła się. Skupił się natomiast na działaniach na rzecz odnowy moralnej społeczeństwa. Dążył do skutecznego wdrożenia w życie postanowień Soboru Stu Rozdziałów w zakresie uporządkowania nabożeństw, zwalczał obyczaj równoczesnego wykonywania kilku fragmentów nabożeństwa w tym samym czasie oraz fałszywych jurodiwych. Jego starania nie przyniosły jednak spodziewanych efektów. Patriarcha kontynuował ponadto zainicjowany przez patriarchę Filareta przegląd ksiąg liturgicznych pod kątem poprawności zawartych w nich modlitw i usunięcia błędów powstałych w toku ręcznego kopiowania tekstów.
Joazaf sprawował urząd przez sześć lat, do śmierci w 1640. Został pochowany w soborze Zaśnięcia Matki Bożej na Kremlu moskiewskim.

## Życiorys

### Młodość i wczesna działalność

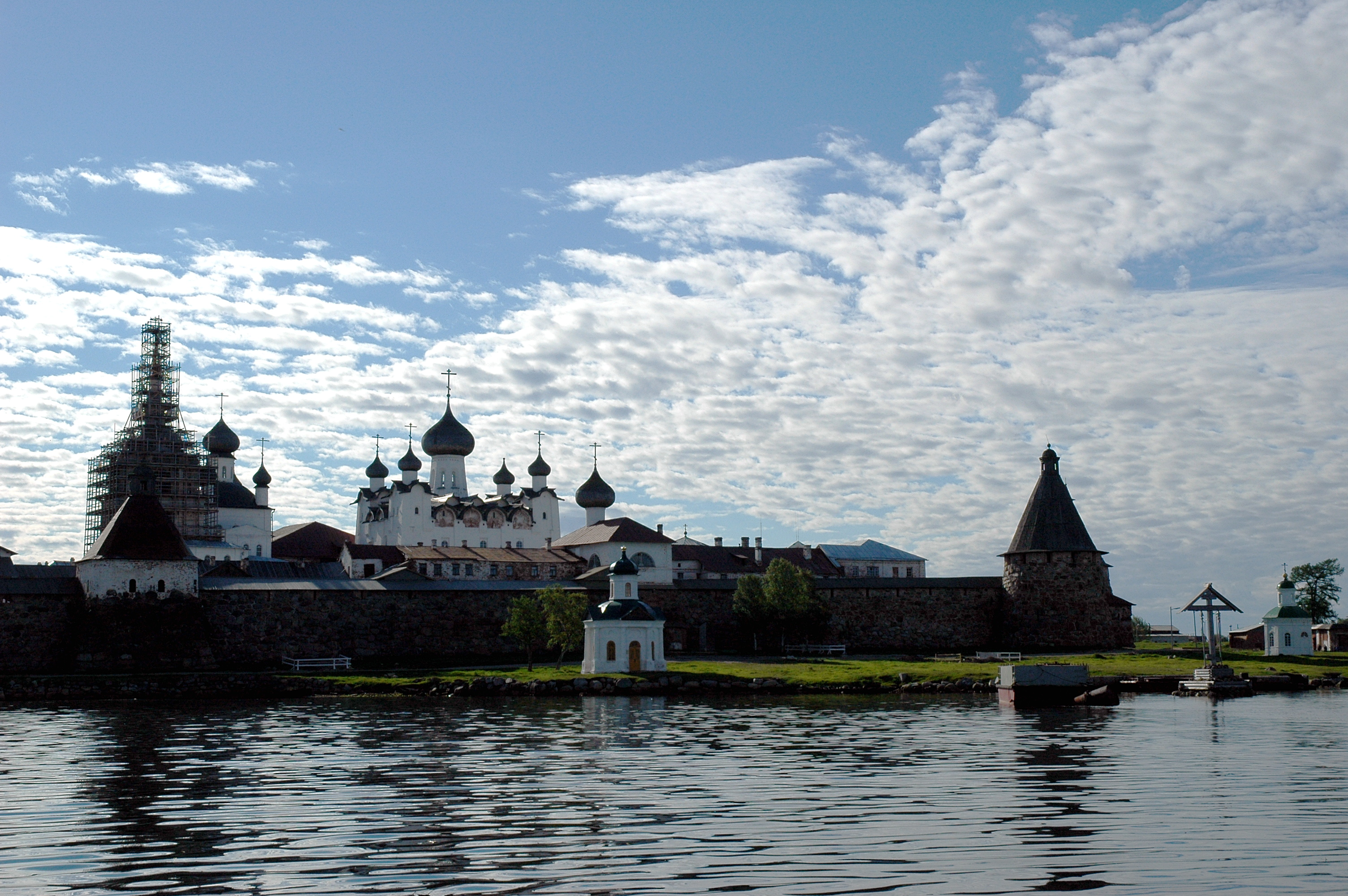
Widok Monasteru Sołowieckiego. Przyszły patriarcha Joazaf złożył w nim wieczyste śluby mnisze i do końca życia czuł się związany z klasztorem.

Pochodził z rodziny szlacheckiej, według innych źródeł – nawet bojarskiej. Nie wiadomo nic o jego życiu przed wstąpieniem do klasztoru. W XVII-wiecznym synodyku Monasteru Korniliewsko-Komelskiego zawarta jest jedynie informacja o wstąpieniu do monasterów kilkunastu członków jego rodziny, w tym rodziców – schimnicha Bogolepa i schimniszki Julii.
Wieczyste śluby mnisze złożył między w monasterze Przemienienia Pańskiego na Wyspach Sołowieckich, w okresie sprawowania obowiązków jego przełożonego przez ihumena Izydora, tj. między 1597 a 1603. Będąc mnichem Monasteru Sołowieckiego Joazaf musiał być świadkiem przeniesienia na jego teren relikwii metropolity moskiewskiego Filipa II, najprawdopodobniej kanonizowanego w okresie sprawowania przez niego urzędu patriarchy. Joazaf do końca życia czuł się związany z Monasterem Sołowieckim. Jego osobistym spowiednikiem był hieromnich Serapion z tegoż klasztoru, ponadto duchowny regularnie przesyłał do monasteru dary pieniężne lub rzeczowe (szaty duchowne, księgi).
W 1603 ihumen Izydor został metropolitą nowogrodzkim i wyjeżdżając do swojej eparchii zabrał ze sobą mnicha Joazafa. Duchowny pozostał w Nowogrodzie i służył tam także po śmierci Izydora w 1619. Dwa lata później otrzymał godność archimandryty i został przełożonym Monasteru Pskowsko-Pieczerskiego.

### Biskup pskowski
Chirotonia biskupia archimandryty Joazafa odbyła się 1 stycznia 1627. Po jej przyjęciu został natychmiast arcybiskupem pskowskim i wielkołuckim.
W 1632 biskup poparł bunt mieszkańców Pskowa, którzy wypędzili z miasta niemieckich kupców, prowadzących swoją działalność za zgodą cara. Mieszkańcy Pskowa wysłali następnie do władcy prośbę o usunięcie Niemców na stałe, pod listem podpisał się także arcybiskup Joazaf. Początkowo Michał Romanow uznał prośbę za dowód nieposłuszeństwa, zaś patriarcha Filaret suspendował go za ten czyn, następnie jednak, gdy car przystał na prośbę pskowian, cofnął nałożoną karę kościelną.

### Patriarcha moskiewski i całej Rusi

#### Wybór na patriarchę

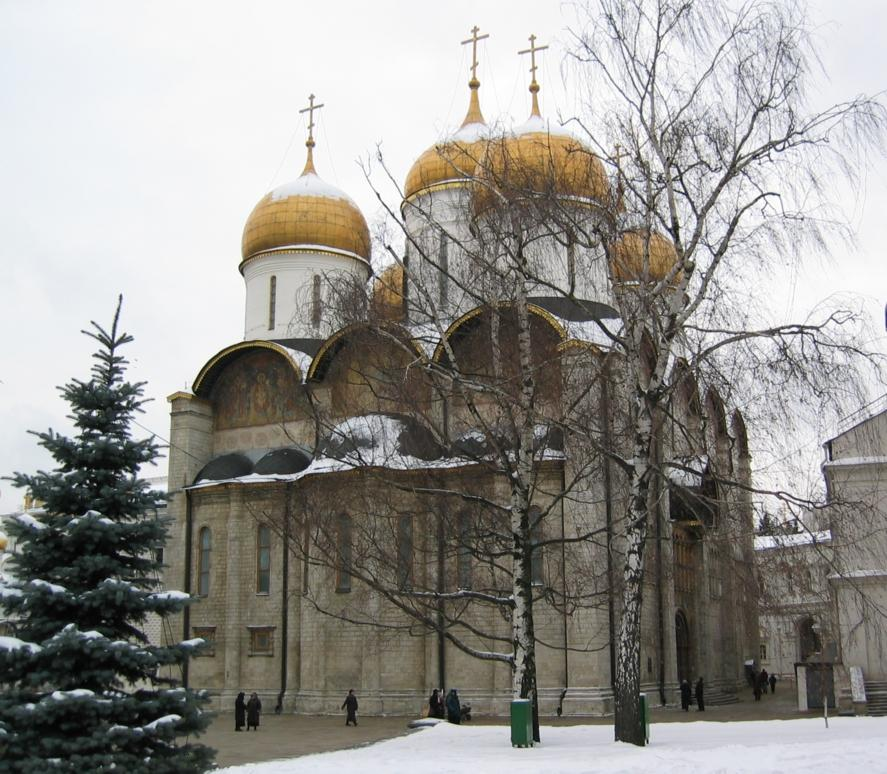
Sobór Zaśnięcia Matki Bożej w Moskwie był tradycyjnym miejscem intronizacji patriarchów moskiewskich i całej Rusi

Arcybiskup Joazaf został wybrany na patriarchę moskiewskiego i całej Rusi dzięki rekomendacji swojego poprzednika – patriarchy Filareta. Zdaniem Andrzeja Andrusiewicza Filaret wskazał Joazafa, gdyż znał go jako człowieka całkowicie uległego i słabego charakterem, który w odróżnieniu od niego samego nie będzie miał ambicji do wpływania na politykę państwa w sferach niezwiązanych z Kościołem. Tym samym car Michał Romanow, rodzony syn patriarchy zyskałby faktyczną władzę absolutną w Rosji. Również sam Michał Romanow nie życzył sobie, by po śmierci Filareta nowy patriarcha odgrywał w państwie porównywalną z nim rolę. W. Pietruszko twierdzi, że mając na uwadze opisywany wyżej problem Filaret kierował się również swoją pozytywną opinią o Joazafie jako o człowieku rozumnym i pobożnym. Sam wybór Joazafa odbył się w tradycyjny sposób. Sobór biskupów Rosyjskiego Kościoła Prawosławnego (znając wcześniej wolę Michała Romanowa) wskazał trzech kandydatów, z których car wybrał przyszłego patriarchę. Obok arcybiskupa pskowskiego byli to arcybiskup wołogodzki Warłaam i arcybiskup rostowski Warłaam. Intronizacja nowego zwierzchnika Cerkwi Rosyjskiej odbyła się, również w zgodzie z tradycją, w soborze Zaśnięcia Matki Bożej na Kremlu moskiewskim 6 lutego 1634.

#### Działalność w czasie sprawowania urzędu patriarchy
Po wyborze Joazafa sytuacja patriarchy w państwie wróciła do stanu sprzed sprawowania urzędu przez Filareta. Zwierzchnik Rosyjskiego Kościoła Prawosławnego stracił prawo do posługiwania się tytułem Wielikogo Gosudara i nie podpisywał już aktów państwowych razem z carem. Co więcej, jego imię przestało być wymieniane nawet w niektórych rozporządzeniach władcy dotyczących spraw kościelnych. Tylko czasami, zgodnie z tradycją, car pytał patriarchę o radę w sprawach państwowych. Joazaf nie przejawiał jednak żadnych politycznych ambicji i sam odmawiał angażowania się w kwestie niezwiązane z zarządzaniem Kościołem.
Jednym z dokumentów świadczących o apolitycznej postawie Joazafa jest jego odpowiedź na list Michała Romanowa z prośbą o radę w sprawie wypowiedzenia wojny Chanatowi Krymskiemu, gdy chan uwięził posłów rosyjskich przybyłych z żądaniem wypłaty trybutu. Joazaf zasugerował wykupienie jeńców, stwierdzając przy tym, że doradzanie w sprawie wypowiedzenia wojny nie przystoi dostojnikowi kościelnemu, którego obowiązkiem jest modlitwa. Jako osoby kompetentne w zakresie dyskusji o dalszej polityce wobec chanatu wskazał bojarów i dworskich doradców. Podkreślił boski i nieograniczony charakter władzy carskiej.
Po miesiącu od objęcia urzędu patriarcha Joazaf usunął z katedry suzdalskiej i tarusskiej biskupa Józefa, prowadzącego niemoralny tryb życia. Po śledztwie w sprawie tegoż hierarchy Joazaf skierował go najpierw do Monasteru Antoniewo-Sijskiego w celu odbycia pokuty, a następnie, uznając, że duchowny nie zmienił swojego zachowania, pozbawił go wszystkich godności. Józef został zmuszony do zamieszkania w Monasterze Sołowieckim.
Joazaf utrzymywał kontakty z innymi autokefalicznymi Kościołami prawosławnymi.

#### Próba wdrażania w życie postanowień Soboru Stu Rozdziałów i moralnej naprawy społeczeństwa
Główną sferą zainteresowań i aktywności patriarchy były problemy związane z praktyką liturgiczną, w szczególności wdrażanie postanowień Soboru Stu Rozdziałów dotyczących porządku podczas nabożeństw. Sobór wprowadzał jako obowiązkowy śpiew jednogłosowy, wykonywanie jednej partii liturgii w jednym czasie, zabraniał rozmów w czasie nabożeństwa i zezwalania na zabawę dzieci w cerkwi podczas nabożeństwa. Tymczasem, jak przekonał się patriarcha, praktyką powszechną stało się mnogogłasije – wykonywanie w tym samym czasie nawet sześciu różnych fragmentów nabożeństwa w celu jego skrócenia, uniemożliwiające w rzeczywistości zrozumienie treści modlitw. Szczególnie powszechny zwyczaj ten stał się w cerkwiach i monasterach Moskwy. Powszechne było również omijanie poprzedzających Świętą Liturgię krótkich nabożeństw tzw. godzin, niestaranne odprawianie nabożeństw jutrzni i nabożeństwo paschalnych. W cerkwiach gromadzili się żebracy, przeszkadzając w odprawianiu nabożeństw, niekiedy fałszywie podając się za mnichów. Joazaf pragnął doprowadzić do tego, by decyzje Soboru Stu Rozdziałów były naprawdę przestrzegane. W tym celu w 1636 wydał skierowane do wszystkich parafii memorandum określane następnie jako Pamiat'. Zdając sobie sprawę z tego, że wierni przyzwyczaili się do mnogogłasija, Joazaf nie żądał natychmiastowej rezygnacji z tego zwyczaju, a jedynie ograniczenia liczby równocześnie wykonywanych partii do dwóch, w skrajnych przypadkach trzech. Hierarcha dążył również do eliminacji zjawiska fałszywych jurodiwych, wyłudzających pomoc materialną od duchownych parafialnych, biskupów i monasterów. Chociaż patriarcha był w tym zakresie wspierany przez świecką administrację, nie osiągnął spodziewanych sukcesów. W efekcie postanowił skupić się na naprawie obyczajów duchowieństwa wyłącznie w administrowanej przez siebie eparchii moskiewskiej. Joazaf sam prowadził niezwykle surowy tryb życia i był szczerze przekonany, że tylko moralna odnowa społeczeństwa pozwoli na rozkwit państwa. Jego poglądy nie zyskiwały jednak większego odzewu.
Wspierał działalność misyjną duchowieństwa rosyjskiego wśród ludów Syberii, dbając o kierowanie nowych kapłanów do eparchii tobolskiej, obejmującej ówcześnie całe jej terytorium.

#### Działalność na rzecz korekty ksiąg liturgicznych
W okresie sprawowania urzędu przez Joazafa pod kierownictwem patriarchatu działało dwanaście drukarni, które łącznie wydały 23 księgi liturgiczne. Większa część z nich (16) stanowiła wydania poprawione dzieł, które wydano jeszcze w czasie sprawowania urzędu patriarchy przez Filareta. Joazaf szczególnie poważnie podchodził do problemu poprawnej zawartości ksiąg liturgicznych. Kontynuował tym samym działania swojego poprzednika, który zainicjował kampanię weryfikowania tekstów nabożeństw pod kątem możliwych błędów powstałych w toku kilkuwiekowego przepisywania. W celu ustalenia pierwotnej treści poszczególnych modlitw i uniknięcia błędów w nowych ich wydaniach nakazywał nadsyłanie do Moskwy z monasterów rosyjskich najstarszych egzemplarzy ksiąg, zachęcał również do przyjazdu i wzięcia udziału w poprawianiu ksiąg kompetentnych mnichów. W ocenie R. Baina prowadzona przez Joazafa weryfikacja tekstów ksiąg nie osiągnęła zamierzonych celów, a wręcz przeciwnie – doprowadziła do rozpowszechnienia się typowo ruskich błędów powstałych w toku przepisywania ksiąg, np. czynienia znaku krzyża dwoma palcami w miejsce trzech. Chcąc położyć kres ciągłym sporom o honorowe pierwszeństwo między duchownymi Rosyjskiego Kościoła Prawosławnego patriarcha wydał ponadto opracowanie znane jako Lestwica włastiem ustalający hierarchię urzędów biskupów, archimandrytów i ihumenów.
Joazaf zmarł w 1640 i został pochowany w soborze Zaśnięcia Matki Bożej na Kremlu moskiewskim.

## Oceny

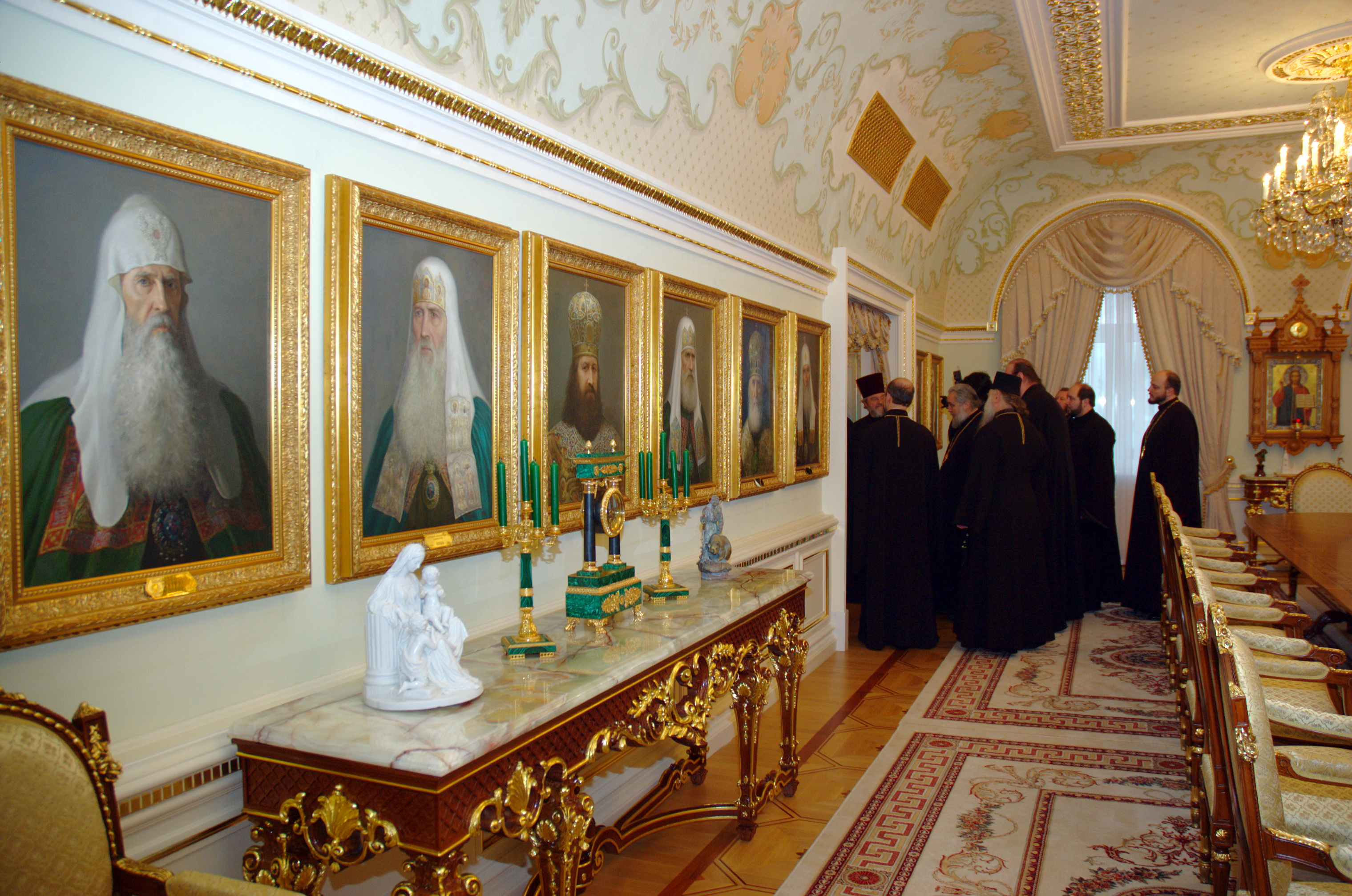
Wizerunek Joazafa I w galerii portretów patriarchów w ich rezydencji letniej w Pieriediełkinie

Większość historyków oceniała Joazafa jako bezbarwną postać. Zdaniem W. Pietruszki takie określanie działalności tego patriarchy jest niesprawiedliwe, gdyż brak zainteresowania Joazafa dla spraw państwowych nie oznaczało braku zaangażowania w problemy Cerkwi, gdzie hierarcha wykazywał energię i zdecydowanie. Pietruszko podkreśla również, że stosunkowo krótki okres sprawowania urzędu patriarchy przez Joazafa skutkuje przyćmieniem jego osiągnięć przez osobowości dwóch innych siedemnastowiecznych zwierzchników Rosyjskiego Kościoła Prawosławnego: Filareta i Nikona. Równocześnie autorzy prac poświęconych Joazafowi zgodnie oceniają go jako surowego ascetę, człowieka pobożnego i pokornego.